# 青山忠世
青山 忠世（あおやま ただよ）は、戦国時代の武将。松平氏の家臣。

## 生涯
永正6年（1509年）伊勢盛時が三河国に侵入して岩津城を攻めた際、松平長親の命に従って援軍に赴いてこれを退ける。次いで松平信忠の代、庶子の松平信定を擁立する空気があったが、忠世はこれに反対したため、継嗣は嫡子の清康となった。天文4年（1536年）守山崩れに乗じて反撃に転じた織田信秀軍に伊田野で攻撃され戦死した。墓は岡崎市の大林寺。忠世の墓には、明和7年（1769年）に子孫で篠山藩主の青山忠高によって建てられた石灯篭が1対ある。